# Olympische Sommerspiele 2012/Leichtathletik – 10.000 m (Frauen)

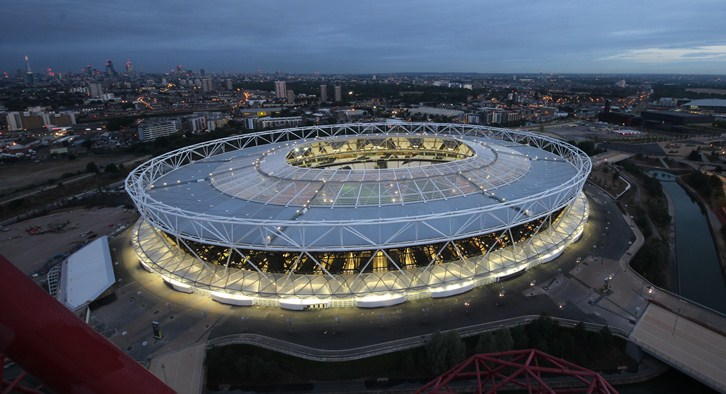
Das Olympiastadion von London im Jahr 2015

Der 10.000-Meter-Lauf der Frauen bei den Olympischen Spielen 2012 in London wurde am 3. August 2012 im Olympiastadion London ausgetragen. 22 Athletinnen nahmen teil.
Olympiasiegerin wurde die Äthiopierin Tirunesh Dibaba. Sie gewann vor den beiden Kenianerinnen Sally Kipyego und Vivian Cheruiyot.
Die deutsche Athletin Sabrina Mockenhaupt belegte Rang siebzehn.

Athletinnen aus der Schweiz, Österreich und Liechtenstein nahmen nicht teil.

## Aktuelle Titelträgerinnen
| Olympiasiegerin                      | Tirunesh Dibaba ( Äthiopien)               | 29:54,66 min                               | Peking 2008       |
| Weltmeisterin                        | Vivian Cheruiyot ( Kenia)                  | 30:48,98 min                               | Daegu 2011        |
| Europameisterin                      | Ana Dulce Félix ( Portugal)                | 31:44,75 min                               | Helsinki 2012     |
| Zentralamerika und Karibik-Meisterin | Wettbewerb nicht im Meisterschaftsprogramm | Wettbewerb nicht im Meisterschaftsprogramm | Mayagüez 2011     |
| Südamerika-Meisterin                 | Simone da Silva ( Brasilien)               | 31:59,11 min                               | Buenos Aires 2011 |
| Asienmeisterin                       | Shitaye Eshete ( Bahrain)                  | 32:47,80 min                               | Kōbe 2011         |
| Afrikameisterin                      | Gladys Cherono ( Kenia)                    | 32:41,40 min                               | Porto-Novo 2012   |
| Ozeanienmeisterin                    | Elodie Mevel ( Französisch-Polynesien)     | 42:43,71 min                               | Cairns 2012       |

## Rekorde

### Bestehende Rekorde
| Weltrekord         | Wang Junxia ( Volksrepublik China) | 29:31,78 min | Peking           | 8. September 1993 |
| Olympischer Rekord | Tirunesh Dibaba ( Äthiopien)       | 29:54,66 min | Finale OS Peking | 15. August 2008   |

Der bestehende olympische Rekord wurde bei diesen Spielen nicht erreicht. Die äthiopische Olympiasiegerin Tirunesh Dibaba verfehlte den Rekord mit ihrer Siegeszeit von 30:20,75 min um 26,09 Sekunden. Zum Weltrekord fehlten ihr 48,97 Sekunden.

### Rekordverbesserung
Im Rennen am 15. August wurde ein neuer Landesrekord aufgestellt.
- 30:47,25 min – Shitaye Eshete, Bahrain

Anmerkung:
Alle Zeiten in diesem Beitrag sind nach Ortszeit London (UTC±0) angegeben.

## Doping
Die zunächst auf Platz neunzehn eingelaufene Russin Jelisaweta Gretschischnikowa wurde 2013 des Dopings überführt und bis August 2015 gesperrt, alle ihre Ergebnisse seit August 2009 wurden annulliert.

## Rennen
3. August 2012, 21:25 Uhr

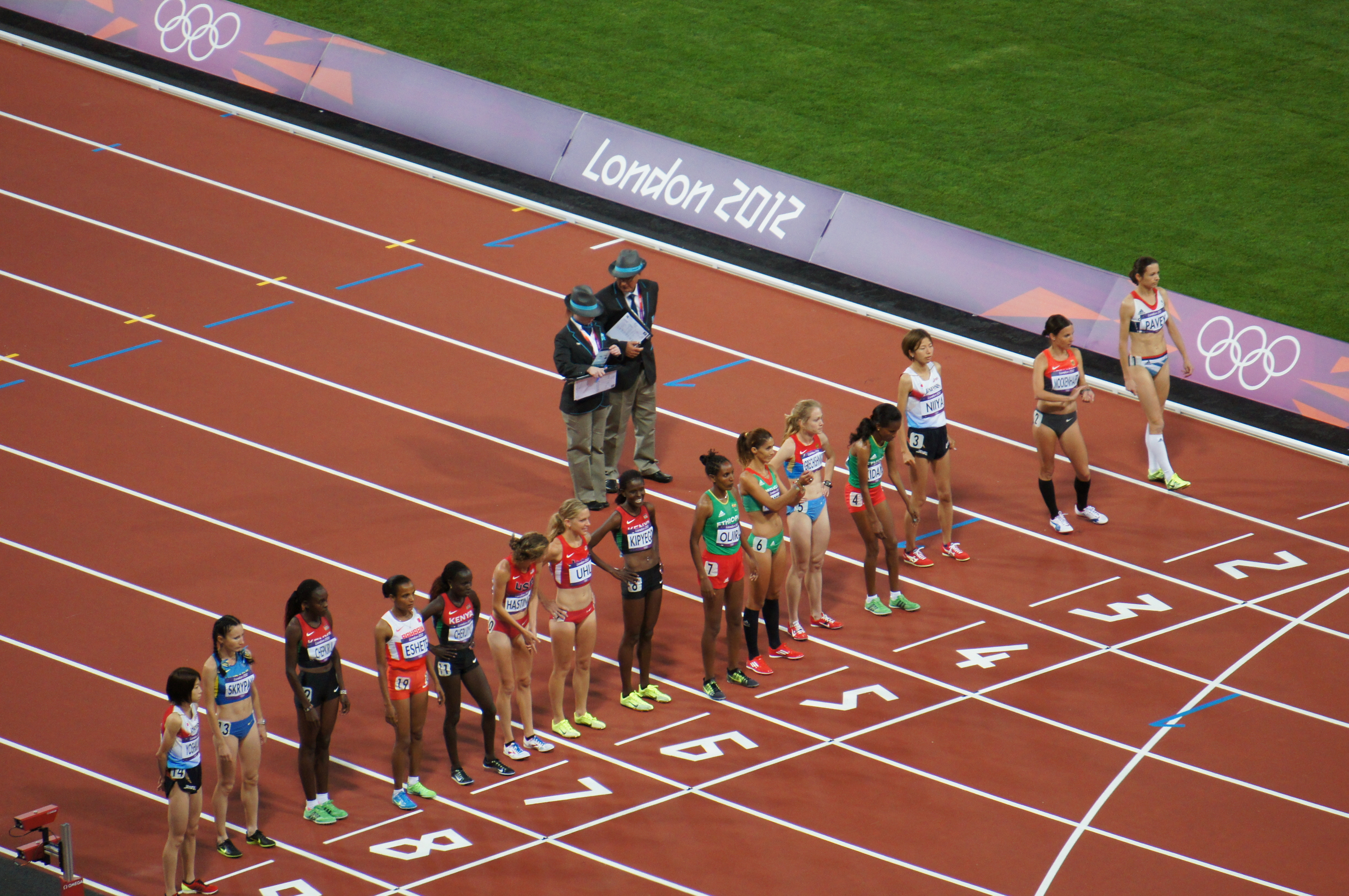
Kurz vor dem Start (v. l. n. r.):
Mika Yoshikawa, Olha Skrypak, Joyce Chepkirui, Shitaye Eshete, Vivian Cheruiyot, Amy Hastings, Lisa Uhl, Sally Kipyego, Belaynesh Oljira, Sara Moreira, Jelisaweta Gretschischnikowa, Werknesh Kidane, Hitomi Niiya, Sabrina Mockenhaupt, Joanne Pavey

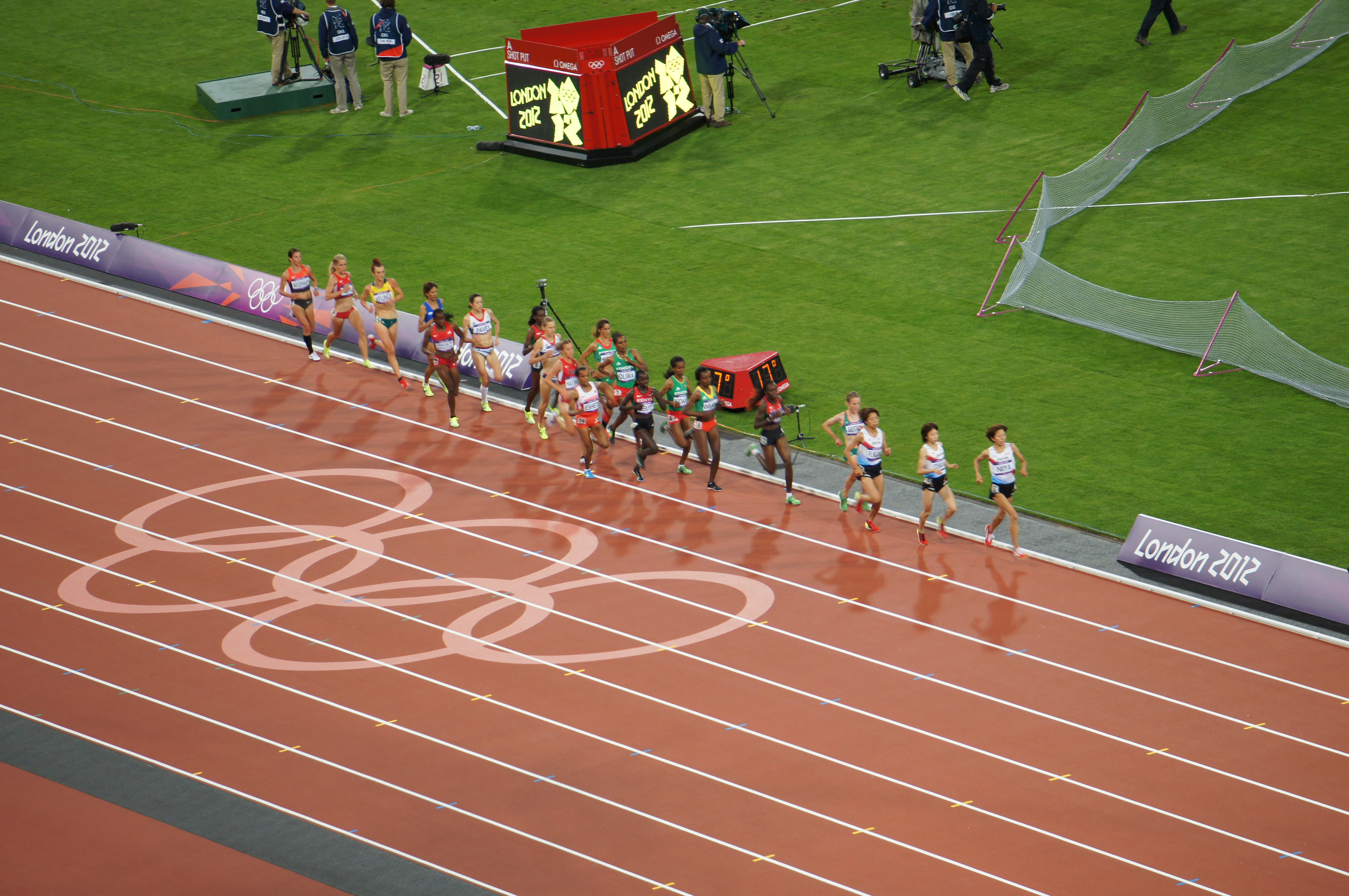
Szene aus dem Rennen (v. r. n. l.):
Hitomi Niiya, Mika Yoshikawa, Kayoko Fukushi, Fionnuala Britton, Tirunesh Dibaba, Werknesh Kidane, Vivian Cheruiyot, Shitaye Eshete, Belaynesh Oljira, Sara Moreira, Amy Hastings, Julia Bleasdale, Sally Kipyego, Janet Cherobon-Bawcom, Joanne Pavey, Nadia Ejjafini, Eloise Wellings, Lisa Uhl, Sabrina Mockenhaupt

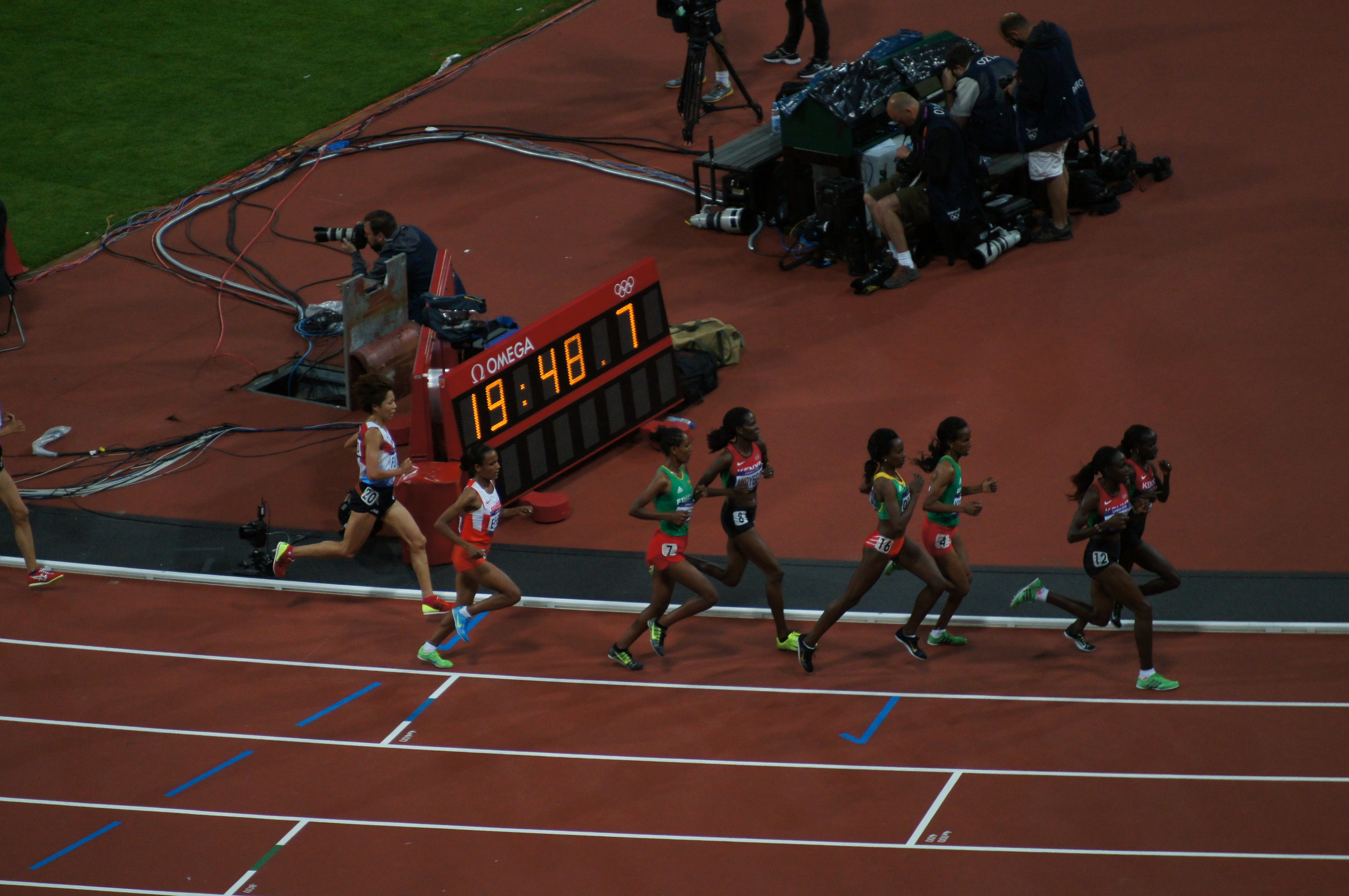
Bildung der Spitzengruppe:
vorne Joyce Chepkirui und Vivian Cheruiyot, dahinter Werknesh Kidane und Tirunesh Dibaba gefolgt von Sally Kipyego und Belaynesh Oljira, am Ende Shitaye Eshete und Kayoko Fukushi

Der Wettbewerb wurde ohne Vorläufe als Finalrennen ausgetragen.
| Zwischenzeiten      | Zwischenzeiten | Zwischenzeiten                                                    | Zwischenzeiten |
| Zwischenzeit- Marke | Zwischenzeit   | Führende                                                          | 1000-m-Zeit    |
| ------------------- | -------------- | ----------------------------------------------------------------- | -------------- |
| 1000 m              | 03:06,07 min   | Fukushi, Niiya, Yoshikawa, Britton – 20 m vor dem restlichen Feld | 3:06,07 min    |
| 2000 m              | 06:11,57 min   | Hitomi Niiya mit großer Spitzengruppe                             | 3:05,50 min    |
| 3000 m              | 09:18,27 min   | Hitomi Niiya mit einer Spitzengruppe                              | 3:06,70 min    |
| 4000 m              | 12:24,93 min   | Hitomi Niiya mit einer Spitzengruppe                              | 3:06,66 min    |
| 5000 m              | 15:33,06 min   | Sally Kipyego mit kleiner werdenden Spitzengruppe                 | 3:08,13 min    |
| 6000 m              | 18:32,08 min   | Werknesh Kidane mit 7köpfiger Spitzengruppe                       | 2:59,02 min    |
| 7000 m              | 21:36,78 min   | Werknesh Kidane mit 6köpfiger Spitzengruppe                       | 3:04,70 min    |
| 8000 m              | 24:34,07 min   | Kidane, Dibaba, Cheruiyot und Kipyego                             | 2:57,29 min    |
| 9000 m              | 27:35,07 min   | Sally Kipyego                                                     | 3:01,00 min    |
| 10.000 m            | 30:20,75 min   | Tirunesh Dibaba                                                   | 2:45,58 min    |

| Platz | Name                         | Nation         | Zeit (min) | Anmerkung |
| ----- | ---------------------------- | -------------- | ---------- | --------- |
| 0 1   | Tirunesh Dibaba              | Äthiopien      | 30:20,75   |           |
| 0 2   | Sally Kipyego                | Kenia          | 30:26,37   |           |
| 0 3   | Vivian Cheruiyot             | Kenia          | 30:30,44   |           |
| 0 4   | Werknesh Kidane              | Äthiopien      | 30,39,38   |           |
| 0 5   | Belaynesh Oljira             | Äthiopien      | 30:45,56   |           |
| 0 6   | Shitaye Eshete               | Bahrain        | 30:47,25   | NR        |
| 0 7   | Joanne Pavey                 | Großbritannien | 30:53,20   |           |
| 0 8   | Julia Bleasdale              | Großbritannien | 30:55,63   |           |
| 0 9   | Hitomi Niiya                 | Japan          | 30:59,19   |           |
| 10    | Kayoko Fukushi               | Japan          | 31:10,35   |           |
| 11    | Amy Hastings                 | USA            | 31:10,69   |           |
| 12    | Janet Cherobon-Bawcom        | USA            | 31:12,68   |           |
| 13    | Lisa Uhl                     | USA            | 31:12,80   |           |
| 14    | Sara Moreira                 | Portugal       | 31:16,44   |           |
| 15    | Fionnuala Britton            | Irland         | 31:46,71   |           |
| 16    | Mika Yoshikawa               | Japan          | 31:47,67   |           |
| 17    | Sabrina Mockenhaupt          | Deutschland    | 31:50,35   |           |
| 18    | Nadia Ejjafini               | Italien        | 31:57,03   |           |
| 19    | Olha Skrypak                 | Ukraine        | 32:14,59   |           |
| 20    | Eloise Wellings              | Australien     | 32:25,43   |           |
| DNF   | Joyce Chepkirui              | Kenia          |            |           |
| DOP   | Jelisaweta Gretschischnikowa | Russland       | 32:11,32   | [ 2 ]     |

Favoritinnen waren in erster Linie die Olympiasiegerin von 2008 Tirunesh Dibaba aus Äthiopien und die amtierende Weltmeisterin Vivian Cheruiyot aus Kenia. Daneben war auch die kenianische Vizeweltmeisterin Sally Kipyego hoch einzuschätzen.
Im Finale bestimmten zunächst die drei japanischen Athletinnen Kayoko Fukushi, Hitomi Niiya und Mika Yoshikawa gemeinsam das Tempo. Einzig die Irin Fionnuala Britton folgte ihnen, die anderen Läuferinnen ließen die vier Spitzenreiterinnen gewähren. Bis zur zweiten Runde hatte die Führungsgruppe einen Vorsprung von 35 Metern herausgelaufen. Innerhalb weniger hundert Meter schloss das Feld jedoch wieder auf. Die Japanerinnen blieben zunächst weiter an der Spitze und das Tempo war zügig, jedoch nicht rekordverdächtig. Nach 5000 Metern übernahm die Kenianerin Sally Kipyego die Initiative und forcierte nun. Dadurch war das Teilnehmerfeld bei 6000 Metern weit auseinandergezogen. Es hatte sich eine siebenköpfige Spitzengruppe gebildet. In ihr liefen neben Dibaba, Cheruiyot und Kipyego noch die beiden Äthiopierinnen Werknesh Kidane und Beleynesh Oljira, die für Bahrain laufende gebürtige Äthiopierin Shitaye Eshete und die Kenianerin Joyce Chepkirui, die jedoch bald darauf das Rennen aufgeben musste. Nach 8000 Metern waren auch Eshete und Oljira aus der Gruppe gefallen. Sechshundert Meter vor dem Ziel übernahm Dibaba die Führung. Sie zog ihren Endspurt an, dem niemand folgen konnte und gewann mit einem Vorsprung von fünfeinhalb Sekunden vor Kipyego und Cheruiyot. Kidane kam als Vierte ins Ziel, Oljira als Fünfte und Eshete als Sechste. Beste Europäerin und gleichzeitig beste nicht-afrikanische Läuferin als Siebte war die Britin Joanne Pavey. Ihre Landsfrau Julia Bleasdale kam als Achte noch vor den beiden Japanerinnen Hitomi Niiya und Kayoko Fukushi ins Ziel.
Tirunesh Dibaba errang die vierte Goldmedaille für Äthiopien im siebten olympischen Finale. Sie zog durch ihre zweite Goldmedaille auf dieser Distanz mit ihrer Landsfrau Derartu Tulu gleich, die bei den Olympischen Spielen 1992 und 2000 hatte gewinnen können.

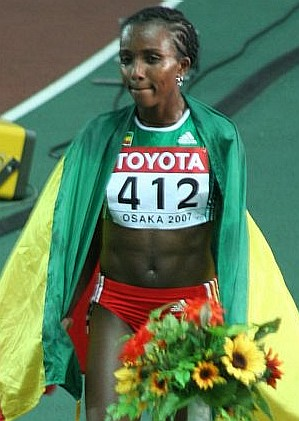
Die Doppelolympiasiegerin von 2008 (5000/10.000 Meter) Tirunesh Dibaba gewann ihre dritte olympische Goldmedaille
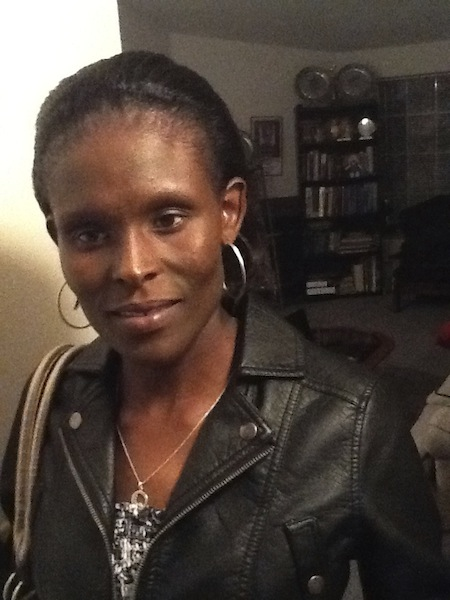
Silbermedaille: Sally Kipyego
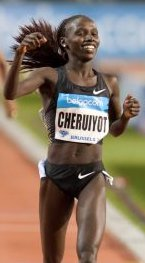
Bronzemedaille: Vivian Cheruiyo
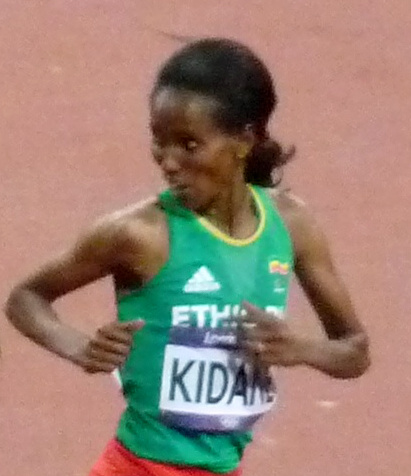
Werknesh Kidane erreichte Platz vier
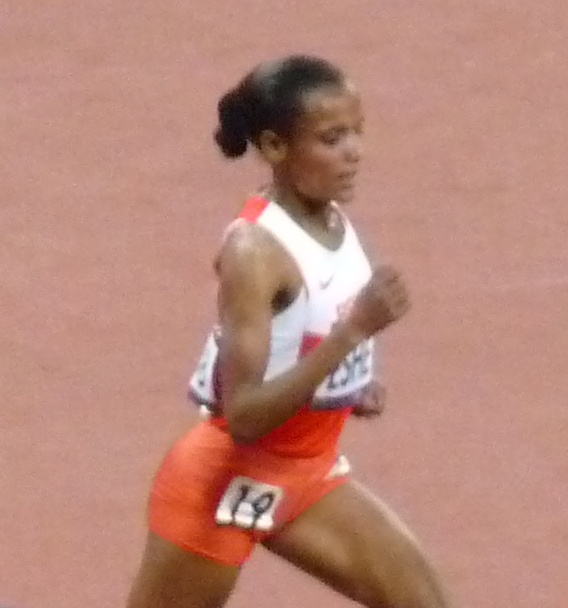
Shitaye Eshete kam auf den sechsten Platz
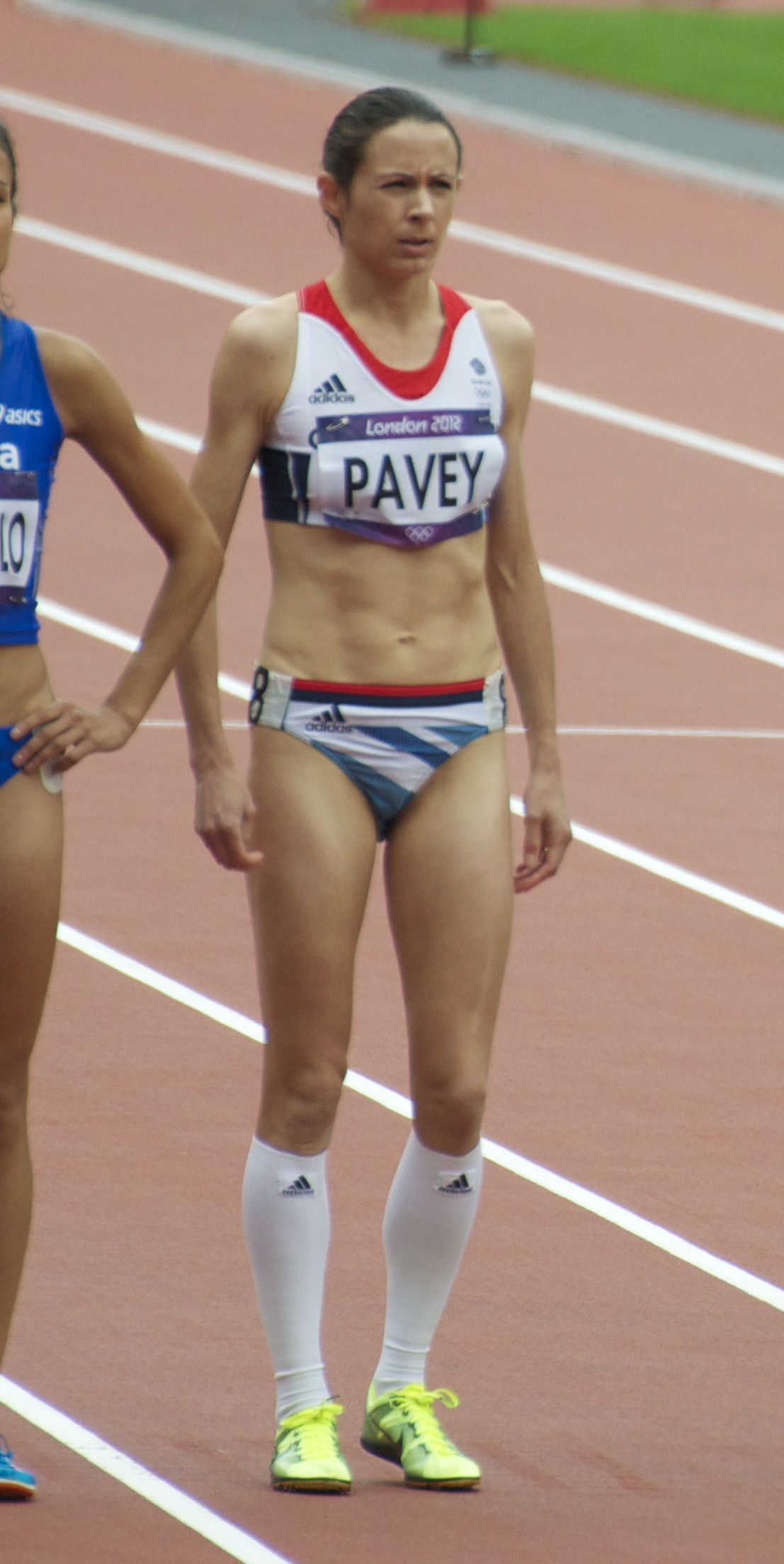
Joanne Pavey kam als Siebte ins Ziel
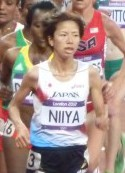
Die neuntplatzierte Hitomi Niiya
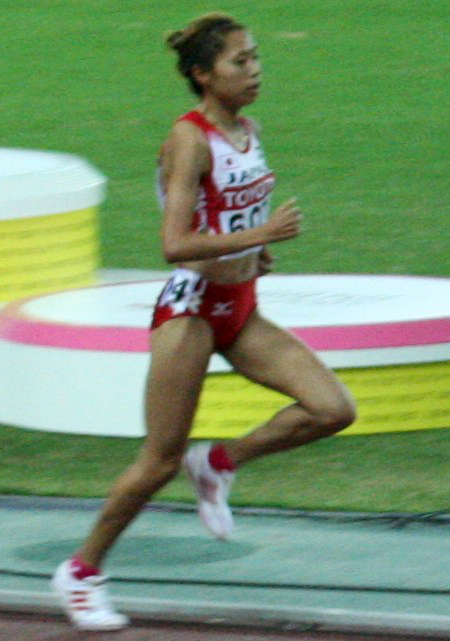
Kayoko Fukushi – Rang zehn
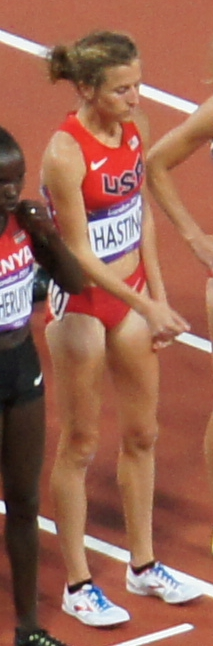
Die Olympiaelfte Amy Hastings
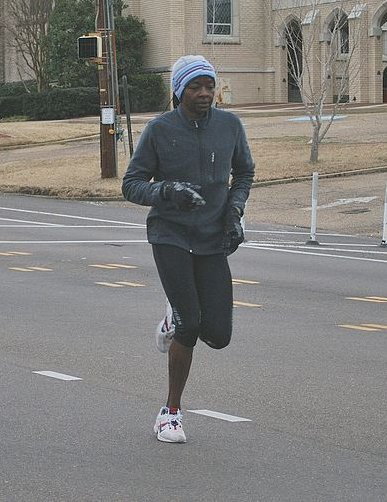
Janet Cherobon-Bawcom – Rang zwölf
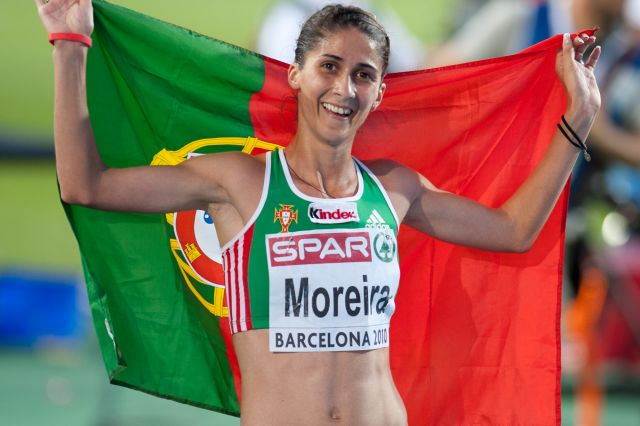
Sara Moreira kam auf den vierzehnten Platz
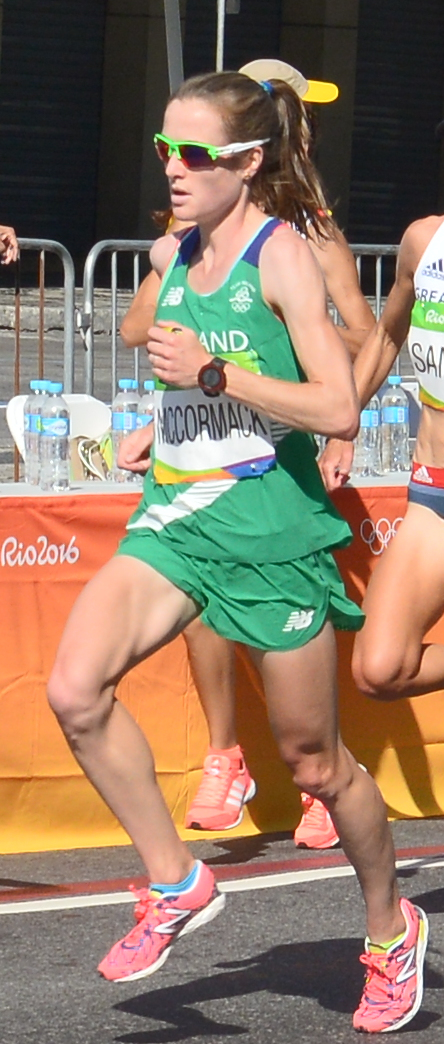
Fionnuala Britton – Rang fünfzehn
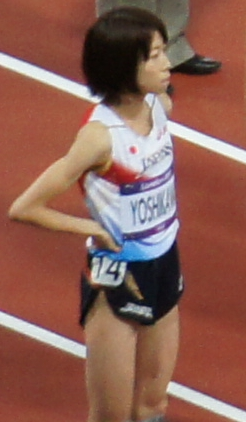
Mika Yoshikawa – Rang sechzehn
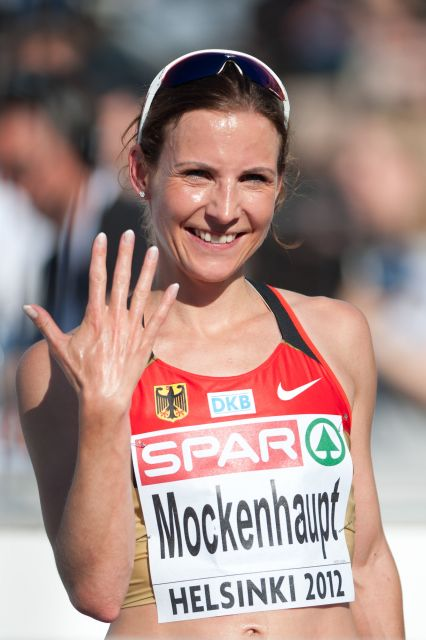
Sabrina Mockenhaupt belegte Rang siebzehn
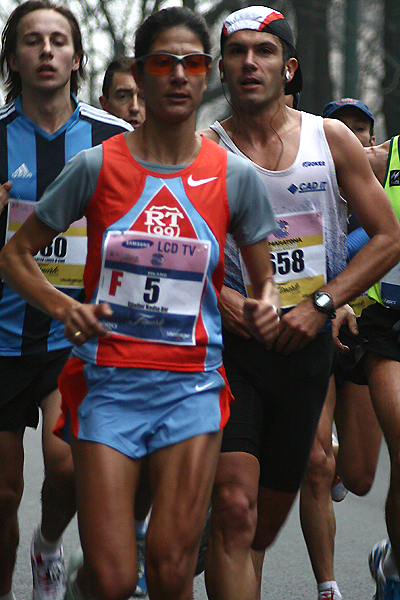
Nadia Ejjafini – Rang achtzehn
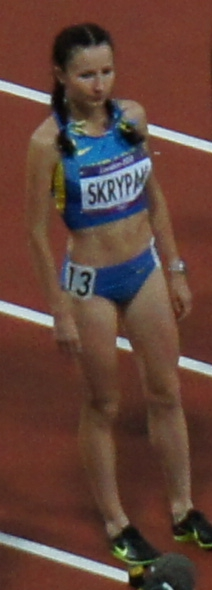
Olha Skrypak – Rang neunzehn
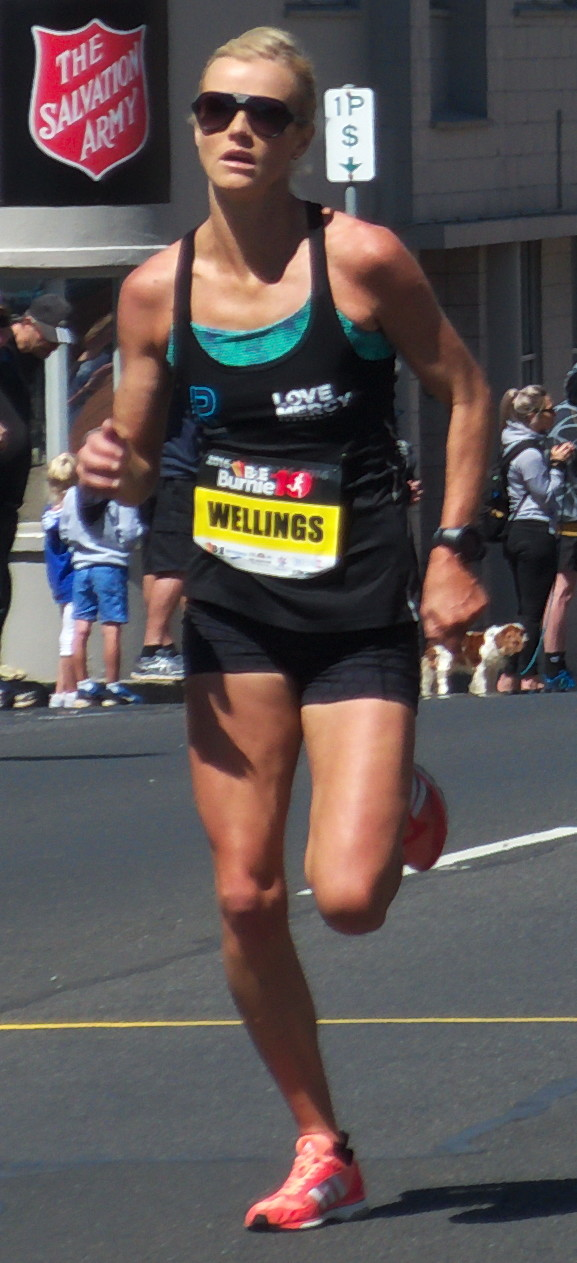
Eloise Wellings – Rang zwanzig
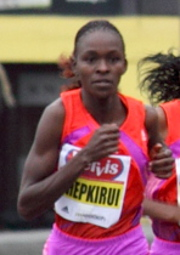
Joyce Chepkirui – Rennen nicht beendet
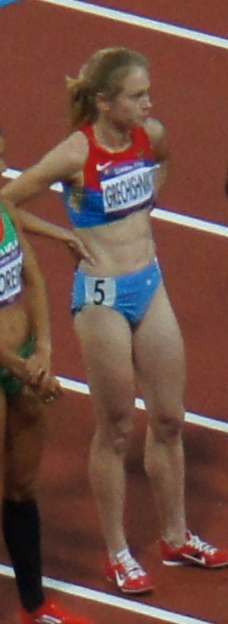
Jelisaweta Gretschischnikowa – gedopt und disqualifiziert

## Video
- Women's 10,000m Final - London 2012 Olympics, youtube.com, abgerufen am 9. April 2022